# Vita (periodico)
Vita è un periodico in italiano dedicato al terzo settore.
Fondato da Riccardo Bonacina, editore e direttore responsabile, Vita è edito dalla omonima società editoriale. La redazione è guidata da Stefano Arduini, responsabile dei contenuti del periodico. Partecipa alla creazione dei contenuti un comitato editoriale in cui siedono oltre 60 organizzazioni non profit italiane, fra cui: ACLI, Save the Children, ABIO, AISLA, Associazione Dynamo, Trenta ore per la vita, ANPAS, AVIS, Consorzio Gino Mattarelli, Confartigianato, Centro Sportivo Italiano, CSVnet, Mission Bambini, Fondazione Don Gnocchi, Fondazione Exodus, Lega del filo d'oro, Opera San Francesco, Telefono Azzurro e WWF Italia.

## Storia
Nato nel 1994 sulla scia dell'esperienza televisiva di Riccardo Bonacina che in quegli anni conduce il programma Il coraggio di vivere su Rai Due, il settimanale Vita diventa nel corso degli anni punto di riferimento per il Terzo settore, promuovendo in modo diretto, attraverso campagne stampa o petizioni, o indiretto leggi importanti per il settore: dal sostegno alla Legge 185 del 1990 sulla trasparenza del commercio di armi, all'approvazione del Decreto Legislativo n. 460 che sancisce l'esistenza delle Onlus (Organizzazioni non lucrative di utilità sociale) nel 1997, alla cosiddetta "Più Dai, Meno Versi", ovvero la Legge n. 80 del 2005 sulla deducibilità delle donazioni a favore di Onlus, alla Legge 155 nel 2003, altrimenti detta "del Buon Samaritano", passando per il sostegno alla misura del cinque per mille del 2005.
Nel 2012 il settimanale viene rinnovato diventando un quotidiano online e un mensile cartaceo. Alla direzione torna il fondatore Riccardo Bonacina.